# Die Päpstin
Die Päpstin (Originaltitel: Pope Joan) ist ein historischer Roman der US-amerikanischen Schriftstellerin Donna Woolfolk Cross aus dem Jahr 1996. Die Autorin verarbeitet darin den literarischen Stoff der Geschichte der legendären Päpstin Johanna. Teilweise hält sie sich an Rahmendaten der heterogen überlieferten Legende. Der Großteil des Romans besteht jedoch aus einer erfundenen Geschichte über eine modern anmutende junge Frau, deren Bildungsdrang sie in einer patriarchalen Gesellschaft dazu zwingt, sich ihr Leben lang zu verstellen, da sie sich als Mann verkleiden muss. Eine Verkettung von Zufällen führt letzten Endes dazu, dass sie sich auf dem Papstthron wiederfindet.
Der Anhang enthält eine populärwissenschaftliche Diskussion über die Legende mit zahlreichen Quellenangaben. Die deutschsprachige Übersetzung, die von Wolfgang Neuhaus stammt, erschien erstmals 1996 im Verlag Rütten & Loening. Diese Übertragung wird seither auch für die weiteren Auflagen des Bestsellers verwendet.
Die Päpstin kam 2004 in einer Umfrage des ZDF über die Lieblingsbücher der Deutschen für die Serie Unsere Besten auf Platz 10.

## Inhalt
Johanna kommt im Jahr 814 in dem kleinen armseligen Ort Ingelheim am Rhein als Tochter des Dorfpriesters und seiner heidnischen sächsischen Frau Gudrun zur Welt. Ihr Bruder Matthias lehrt Johanna das Lesen, doch kurz bevor der Vater dies entdeckt, stirbt Matthias am Fieber. Dies ist für den Vater einer der schlimmsten Schläge, da er nun nur noch einen jüngeren Sohn hat, der aber bei weitem nicht so gebildet ist wie Matthias und sein, wie er meint, Teufelskind Johanna. Als Matthias stirbt, schreit der Vater: „Warum, Gott, nimmst du mir das falsche Kind und lässt diese Satanskinder leben?“
Ein griechischer Gelehrter namens Aeskulapius erweitert die Denkweise der wissbegierigen Johanna und – vom Vater erzwungen – des widerstrebenden Bruders Johannes. Der Unterricht ist in Latein und Griechisch sowie in antiker Philosophie. Als Aeskulapius zurück nach Griechenland muss, schenkt er Johanna zum Abschied ein Buch  – die Werke des Homer in griechischer Sprache und lateinischer Übersetzung.
Nachts liest Johanna das verbotene Buch und wird von ihrem Vater entdeckt. Als Strafe für ihr Vergehen soll sie die Seiten des Buches mit einem Messer von den Buchstaben reinigen, um somit das Pergament weiter nutzen zu können. Diese Strafe lehnt sie ab und wird deswegen von ihrem Vater fast zu Tode geprügelt. Doch durch die Fürsorge der Mutter kommt sie wieder zu sich. Bereits hier werden ihr erste Grenzen des Lebens als Frau deutlich.
Wochen später kommt ein Bote von der Scola bei Dorstadt (Dorestad) und soll Johanna mitnehmen, damit sie dort ihre Studien aufnehmen kann. Der Vater ist entsetzt, will Johannes schicken; ihre Mutter, Johanna schützend, ist der gleichen Meinung. Johannas verzweifelte Versuche, dem Boten klarzumachen, dass sie gemeint ist, scheitern. So nimmt der Bote Johannes mit. In derselben Nacht noch flieht Johanna und sieht ihre geliebte Mutter später nie wieder. Johanna holt Johannes ein, da der Bote beraubt und getötet wurde, zusammen gelangen sie nach Dorstadt.
Der Bischof ist begeistert von ihrem Wissen, und da Johannes nicht nach Hause zurückkehren kann, genießen beide eine hervorragende Ausbildung. Da es Johanna als Mädchen nicht gestattet ist, in der Domschule zu leben, wird sie auf dem Gut von Markgraf Gerold untergebracht. Er lebt mit seiner Frau Richild und zwei Töchtern auf dem Gut. Johanna und Gerold entwickeln eine wunderbare Freundschaft, die immer tiefer geht bis zum ersten Kuss für Johanna. Richild bekommt davon Kenntnis und lässt in Abwesenheit Gerolds eine Zwangsheirat zwischen Johanna und dem Sohn des Dorfschmieds anordnen. Während der Hochzeit kommt es zu einem Überfall von Normannen, bei dem fast alle anwesenden Bewohner Dorstadts, unter anderem ihr Bruder, getötet werden. Johanna überlebt als Einzige, kann abermals fliehen und begibt sich in der Kleidung ihres Bruders als Bruder Johannes Anglicus in das Kloster Fulda, in das eigentlich ihr Bruder bei einem abgebrochenen Studium an der Scola gehen sollte.
Im Kloster bleibt Johanna viele Jahre, wird mit der Medizin vertraut, für die sie viel Interesse zeigt, und wird später wegen ihres großartigen Wissens zum Priester geweiht.
Beim Besuch ihres Vaters erfährt sie, dass ihre Mutter bei der Geburt eines weiteren Kindes gestorben ist, welches auch nicht überlebte. Im Laufe des Gesprächs wird sie von ihrem Vater erkannt, welcher überzeugt war, dass Johanna eigentlich ihr verstorbener Bruder Johannes sei, worauf er einen Anfall bekommt und stirbt, kurz bevor er ihr Geheimnis offenbaren kann. Als die Pest Fulda erreicht, erkrankt sie ebenfalls und flieht, um nicht als Frau bei der Behandlung erkannt zu werden. Nach ihrer Genesung bei alten Freunden geht sie als Pilger nach Rom.
Durch ihr breites Fachwissen wird sie auch in Rom bald eine angesehene Medizinerin. Dort leidet Papst Sergius unter Gicht, die von seinen Ärzten allein mit Gebeten und Aderlass behandelt wird. Johanna kann Sergius schnell heilen und wird zu seinem Leibarzt. Sergius' Bruder Benedikt hatte während dessen Krankheit als Stellvertreter viel Macht genossen und verliert diese durch Sergius' Heilung. Als Vergeltung an Johanna inszeniert Benedikt unter dem Vorwand einer ärztlichen Behandlung ein Treffen mit einer Prostituierten. Johanna landet im Kerker, bis Sergius wieder krank wird und ihre Hilfe benötigt. Als Kaiser Lothar mit einer Armee nach Rom zieht, errichtet Johanna eine hydraulische Konstruktion, die die Türen der Peterskirche wie von Geisterhand verschließt und den Kaiser von der göttlichen Macht des Papstes überzeugt. Als Teil des kaiserlichen Gefolges kommt auch Gerold nach Italien und bleibt dort. Bei einem Überfall auf Rom durch die Sarazenen vertraut Papst Sergius darauf, dass Gott die außerhalb der Stadtmauern liegende Peterskirche vor den Eindringlingen schützen wird. Er liegt falsch, erst nach der Plünderung der Peterskirche werden die Sarazenen von Gerold zurückgeschlagen. Aus Schuldgefühlen kümmert sich Sergius nicht mehr um seine fragile Gesundheit und stirbt bald.
Der neue Papst wird Leo, der sich voller Tatendrang für die Stadt einsetzt und die römische Mauer zum Schutze der Peterskirche erweitern lässt. Der ehrgeizige Kardinal Anastasius versucht, den Mauerbau durch einen Brandanschlag zu sabotieren. Das Feuer breitet sich dabei unkontrolliert aus und zerstört ganze Stadtteile. Anastasius wird daraufhin exkommuniziert und begibt sich an Lothars kaiserlichen Hof. Anastasius' Vater Arsenius lässt Leo nach kurzer Amtszeit vergiften. Obwohl die kaiserliche Partei als Nachfolger Anastasius unterstützt, wird Johanna überraschend durch ihre Popularität im Volk zum Papst gewählt.
Johanna setzt sich insbesondere für die ärmere Bevölkerung ein. Bei einem Tiber-Hochwasser wird sie selbst bei der Rettung vom Hochwasser bedrohter Römer aktiv. Nach dem Bruch eines Tores der Aurelianischen Mauer wird sie zusammen mit Gerold in ein verlassenes Haus gespült. Dort kommt es zu einer romantischen Nacht, wodurch sie schwanger wird. Sie versucht erfolglos, das Kind abzutreiben. Während der österlichen Prozession wird Gerold bei einer von Anastasius initiierten Messerstecherei tödlich verletzt und stirbt schließlich in Johannas Armen. Plötzlich setzen bei ihr die Wehen ein, und sie bringt eine Frühgeburt zur Welt. Dabei kommt Johanna ums Leben.
Anastasius wird wieder nicht zum Papst gewählt, unterschlägt aber Johanna in dem von ihm überarbeiteten Liber Pontificalis. Arnalda, die Tochter der Familie, bei der Johanna nach ihrer Flucht aus dem Kloster Fulda Zuflucht fand, lebt mittlerweile als Mann unter dem Namen Arnaldo als Erzbischof in Paris. Aus Dankbarkeit zu ihrer damaligen Förderin Johanna kopiert sie die Liber Pontificalis des Anastasius, fügt aber das Pontifikat von der Päpstin Johanna dazu.

## Historische Ungenauigkeiten
- Nach der Geschichte der Stadt Ingelheim war dieser Ort seinerzeit ein politisches Zentrum des Frankenreiches und nicht eine Einöde am Rande der Wildnis.
- Anastasius erhofft sich im 4. Kapitel von seinem Onkel ein Stück Marzipan. Marzipan kam jedoch erst im 13. Jahrhundert nach Europa – war also im Frankenreich des 9. Jahrhunderts noch nicht bekannt.
- In ihrem Hochzeitskleid sieht Gisla (Gerolds Tochter) in Johannas Augen wie ein seltsamer Truthahn aus, der im 9. Jahrhundert in Europa aber noch nicht bekannt war.
- Es werden bei einem Essen unter anderem gebratene Maiskolben aufgetischt. Mais stammt allerdings aus Amerika, er wurde erst nach 1492 in Europa bekannt.

## Verfilmung
Im Jahr 2009 verfilmte Sönke Wortmann den Roman von Cross als deutsch-britische Produktion unter dem Titel Die Päpstin (Pope Joan) mit Johanna Wokalek als „Johanna“ in der Hauptrolle.

## Musical
Die deutschsprachigen Bühnenrechte zum Roman von Donna Woolfolk Cross sicherte sich die spotlight Musicalproduktion GmbH. Die Päpstin – Das Musical wurde am 3. Juni 2011 als Musical mit Sabrina Weckerlin als Hauptdarstellerin in Fulda uraufgeführt.

## Sprechtheater/Dramatisierung
Die deutschsprachigen Bühnenrechte zur Dramatisierung des Romans von Donna Woolfolk Cross liegen seit Frühjahr 2012 exklusiv beim Thomas Sessler Verlag und seiner Autorin Susanne Felicitas Wolf.
Am 21. Juni 2012 fand in Anwesenheit von Donna W. Cross die Uraufführung des Theaterstücks von S.F. Wolf
bei den Sommerspielen Melk mit Katharina Stemberger in der Titelrolle (Regie: Alexander Hauer) statt.

## Ballett
Die Würzburger Ballettdirektorin Anna Vita inszenierte und choreografierte nach Motiven des Romans von Donna Woolfolk Cross „Die Päpstin: Das Ballett“ am Mainfranken Theater Würzburg. Die Uraufführung fand am 29. Oktober 2016 im Großen Haus des Theaters statt.

## Ausgaben
- Pope Joan: a novel. Crown, New York, 1996, ISBN 0-517-59365-3

deutsch
- Die Päpstin. Roman. Aus dem Amerikan. von Wolfgang Neuhaus. Rütten & Loening, Berlin 1996, ISBN 3-352-00527-3; Aufbau-Taschenbuch-Verlag, Berlin 1998, ISBN 3-7466-1400-7 und als illustrierte Ausgabe (2009) ISBN 978-3-7466-2546-1

## Hörspiel und Lesung
- Mitteldeutscher Rundfunk: Die Päpstin. Fünfteiliges Hörspiel. Hörspielbearbeitung: Friedrich Bestenreiner; Regie: Walter Niklaus; Titelrolle: Angelica Domröse. 2 CDs. Der Audio-Verlag, Berlin 2000, ISBN 3-89813-069-X
- Die Päpstin. Lesung. Mit Barbara Rudnik. Bearbeitung und Regie Albert Fetzer. 4 CDs. Der Audio-Verlag, Berlin 2004, ISBN 3-89813-299-4